# Nowy Jork, nowa miłość
Nowy Jork, nowa miłość (tytuł oryg. New York Minute) – amerykański film komediowy z 2004 roku w reżyserii Dennie Gordon. W rolach głównych wystąpiły Mary-Kate Olsen i Ashley Olsen.

## Obsada
- Jane Ryan: Ashley Olsen
- Roxy Ryan: Mary-Kate Olsen
- Max Lomax: Eugene Levy
- Bennie Bang: Andy Richter
- Jim: Riley Smith
- Trey Lipton: Jared Padalecki
- Dr Ryan: Drew Pinsky
- Hudson McGill: Darrell Hammond
- Senator Anne Lipton: Andrea Martin
- Ma Bang: Alannah Ong
- Justin: Jack Osbourne
- Oficer Strauss: Neil Crone

## Fabuła
Film opowiada o siedemnastoletnich bliźniaczkach, które różni niemal wszystko. Nie są w stanie znaleźć wspólnego języka, co doprowadza do wielu spięć. Dziewczyny wychowują się bez matki. Jedna z bliźniaczek, Jane (Ashley Olsen), stara się ją zastąpić, co bardzo irytuje jej siostrę, Roxy (Mary-Kate Olsen). Jane marzy o karierze naukowej, więc jedzie do Nowego Jorku, by walczyć o stypendium, które pozwoli jej rozpocząć naukę na Oksfordzie. Roxy zabiera się razem z siostrą, ponieważ pragnie spotkać się ze swoim ulubionym zespołem – Simple Plan – i wręczyć im demo swojej kapeli. Dziewczyny na swej drodze napotykają wiele przeszkód, które jednak pozwalają im się wzajemnie poznać i pogodzić.